# Якубович, Николай Мартынович
Николай Мартынович Якубович (1816, Полтавская губерния, Российская империя — 1879, Санкт-Петербург, Российская империя) — русский гистолог и физиолог, доктор медицины Дерптского университета, ординарный профессор Императорской медико-хирургической академии; действительный статский советник.
Открыл скопление нервных элементов (ядра) в спинном мозге. Его именем назван центр парасимпатической нервной системы в области среднего мозга — ядро Якубовича — ядро глазодвигательного нерва добавочное (III пара черепных нервов), оно же ядро Вестфаля — Эдингера. 

## Биография
Родился в 1816 году в семье небогатого помещика Полтавской губернии. Первоначальное обучение получил в частном пансионе города Екатеринослава. Продолжил обучение на медицинском факультете Харьковского университета, со специализацией по женским болезням. Окончив университет 10 сентября 1838 года и получив степень лекаря 1-го отделения, остался работать здесь же ординатором, сначала в университетской акушерской клинике, а позднее, с 8 июня 1839 года, в отделении терапии, где состоял ассистентом у профессора Тито Ванцетти. В 1840 году перешёл в Дерптском университете, где занимался у профессоров Фолькмана, Гука, Биддера, Рейхерта и Шлитте. В Дерпте он написал докторскую диссертацию «О слюне» («De Saliva», 1848) и вскоре после её защиты занял место помощника прозектора при анатомическом театре университета и состоял ассистентом профессора Биддера.
Летом 1851 года Якубович прибыл в Санкт-Петербург, где начал сближение с академическим кружком и стал оформляться как видный специалист в области гистологии. В августе 1852 года ему предложили место младшего ординатора Севастопольского военного госпиталя, но спустя месяц он был перечислен сверхкомплектным военным врачом в 1-й военно-сухопутный Петербургский госпиталь, а затем прикомандирован к военно-медицинскому департаменту для занятий при редакции «Военно-медицинского журнала».
С 18 июня 1853 года он был назначен адъюнкт-профессором по только что введённой кафедре гистологии, эмбриологии и физиологии Медико-хирургической академии. Был отправлен на два года за границу «для усовершенствования в преподавании». Ещё в Петербурге он начал исследование гистологического строения головного и спинного мозга и в течение девяти месяцев продолжал исследования центральной нервной системы в Бреславле, в кабинете Рейхерта, и в то же время занялся приготовлением гистологических препаратов мозга (работал в лабораториях Молешотта, Зибольда), которые были сделаны так искусно и натурально, что вызвали самые лестные отзывы Мюллера и Вирхова, под руководством которых он и стал работать, переехав в Берлин. Также он работал с Кёлликером и Дюбуа-Реймоном. В 1857 году он был избран экстраординарным профессором. Вместо предполагаемых двух лет командировка затянулась на пять, причём, ознакомившись первоначально с современным состоянием гистологии, он принялся за изучение строения головного и спинного мозга у человека и животных (нервные клетки чувствительные, двигательные и симпатические) и топографического распределения нервных элементов головного и спинного мозга. За свои работы в этой области Якубович удостоился Монтионовской премии от Парижской академии наук. Его деятельность привлекла внимание Александра фон Гумбольдта, давшего высокую оценку трудам Якубовича, среди которых: «Микроскопическое исследование начал нервов в большом мозгу» (совместно с академиком Ф. В. Овсянниковым), напечатанная сначала по-немецки в «Bullet. de l'Academie de sc. imper. de St.-Pétersbourg», 1855, а потом в 68-й части «Военно-медицинского журнала» за 1856 год. Другие его публикации: «Микроскопическое исследование начал нервов в спинном и продолговатом мозге, о чувствительных и симпатических ячейках в нём и пр.» (Военно-медицинский журнал, 1856); «О тончайшем строении черепного и спинного мозга» («Военно-медицинский журнал», 1857, то же на немецком языке, Бреславль, 1857); «Recherches comparatives sur la système nerveux» (Париж, 1858), «Местное употребление хлороформа в болезнях матки».
После возвращения из-за границы он был избран ординарным профессором по кафедре гистологии и физиологии Медико-хирургической академии и в этом звании был утверждён 13 июня 1860 года, с отчислением от должности ординатора при 1-м военно-сухопутном госпитале. Спустя полтора года, 7 января 1862 года он был избран почётным членом военно-медицинского учёного комитета, а в 1871 году — непременным членом этого комитета.
Вышел в отставку 22 июня 1869 года по состоянию здоровья: у него развилась nephritis culculosa, не поддававшаяся лечению. 
Скончался 19 (31) января 1879 года в Санкт-Петербурге. Похоронен на кладбище Новодевичья монастыря.